# Patrick Mölleken

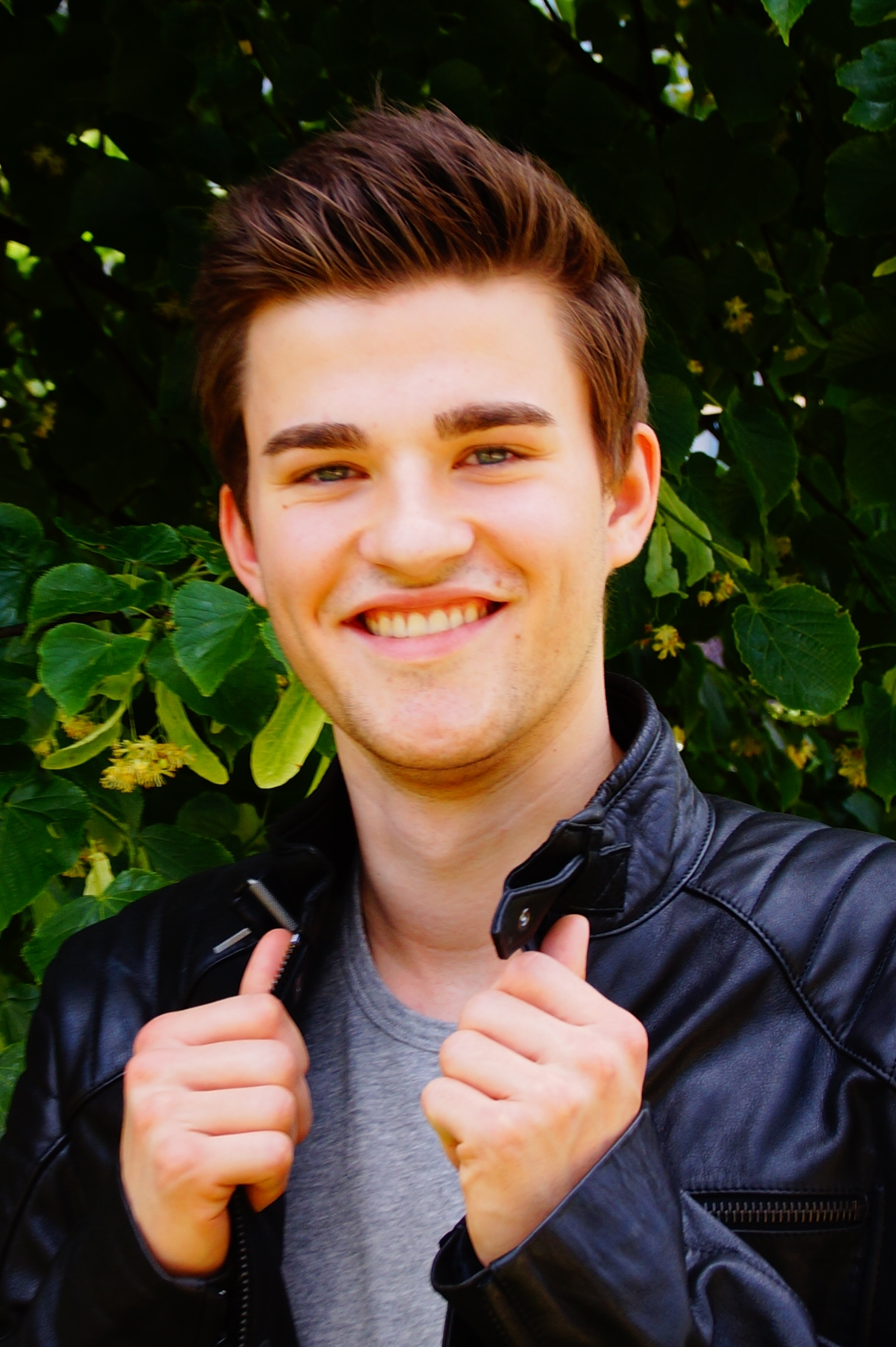
Patrick Mölleken (2015)

Patrick Mölleken (* 27. September 1993 in Haan) ist ein deutscher Schauspieler, Produzent, Hörbuch-, Hörspiel- und Synchronsprecher.

## Leben und Wirken

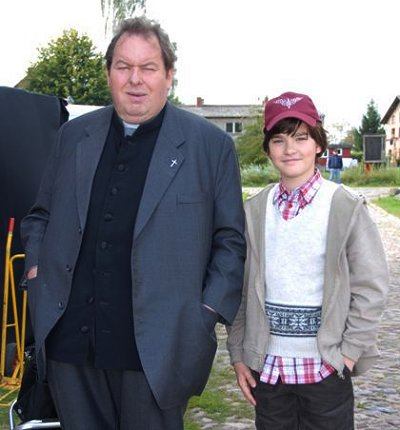
Patrick Mölleken mit Ottfried Fischer bei Dreharbeiten zu Pfarrer Braun (2007)

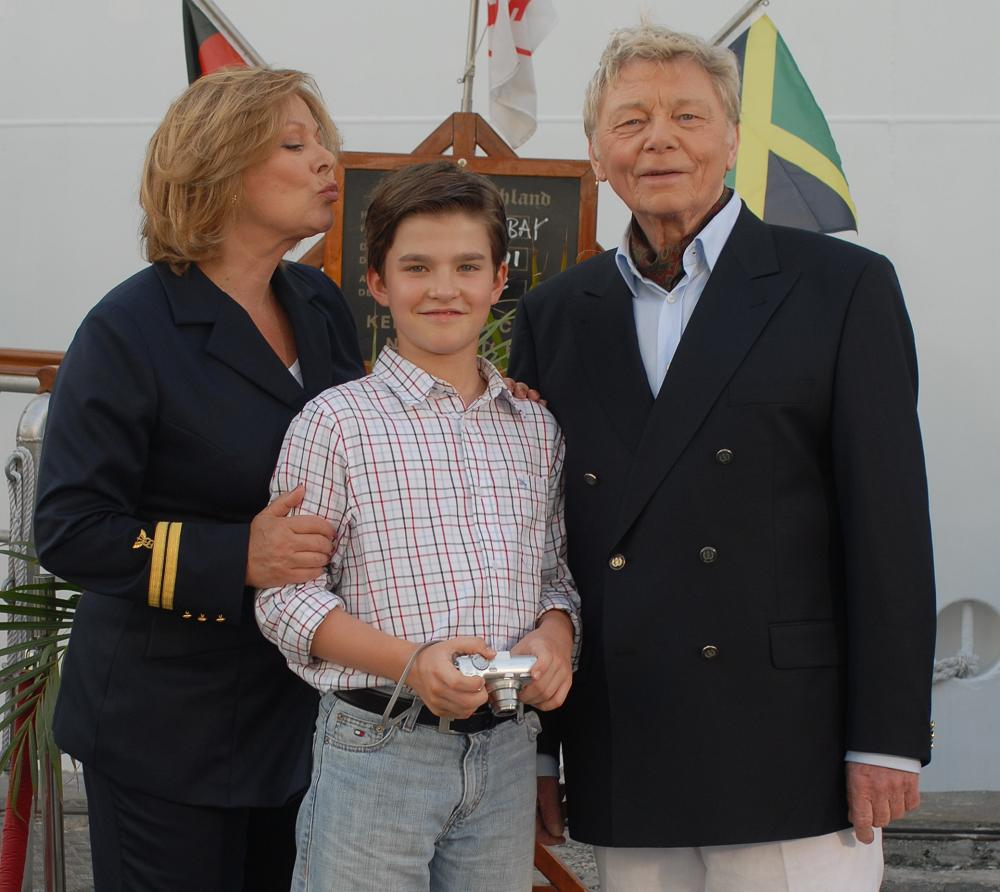
Schauspieler Heide Keller, Patrick Mölleken und Uwe Friedrichsen bei Dreharbeiten zur Traumschiff-Folge „San Francisco“ (2007)

Patrick Mölleken sammelte erste Bühnenerfahrungen als Fünfjähriger bei Klavierkonzerten und Galaveranstaltungen. Im Alter von zehn Jahren erhielt er seine ersten Rollen in den Fernsehfilmen Alarm für Cobra 11 und Carwash. Fast zeitgleich begann er seine Sprecher-Tätigkeit mit einem Rundfunk-Werbespot für Legoland Deutschland. Es folgten einige weitere Fernsehproduktionen, die von Arbeiten im Tonstudio begleitet wurden. Von 2006 bis 2010 besuchte Mölleken die Schauspielschule „Juniorhouse“ in Köln. 2007 holte Wolfgang Rademann Mölleken für eine Episodenhauptrolle auf Das Traumschiff und Harald Schmidt lud ihn als Talkgast in Die Harald Schmidt Show ein. Als Synchronsprecher wirkte er im gleichen Jahr unter anderem neben Mario Adorf in der 26-teiligen Zeichentrickserie Kleiner Dodo mit und lieh dem Affen Pong seine Stimme. Seine bis dahin umfangreichste Fernsehrolle spielte Mölleken 2008 neben Ottfried Fischer in der Krimifolge Pfarrer Braun – Heiliger Birnbaum. Danach wirkte er in dem Fernsehdrama Ihr könnt euch niemals sicher sein mit.
2010 erhielt Mölleken den Deutschen Hörbuchpreis für Wie man unsterblich wird – Jede Minute zählt.
Es folgen Film- und Fernseh-Besetzungen in unterschiedlichen Formaten, darunter Extinction – The G.M.O. Chronicles, das Winter-Special Der Bergdoktor – Durch eisige Höhen, Quirk of Fate – Eine Laune des Schicksals und Mord in bester Familie. In dem Fernsehfilm Isenhart – Die Jagd nach dem Seelenfänger verkörpert er den jungen Titelhelden. 2010 spielte er die Hauptrolle des Tom in der Mystery- und ersten 3D-Serie Grimmsberg. Unter der Regie von Walter Adler wirkte er 2010 an der SWR2-Hörspielproduktion von Isabel Allendes Das Geisterhaus mit, das mit dem Deutschen Hörbuchpreis 2011 in der Kategorie „Beste Fiktion“ prämiert wurde.
2010 wurde er von der Jugendzeitschrift Bravo im Rahmen der Aktion Mission Famous als „Sinalco-Boy“ ausgewählt und saß in der Jury.
Ab 2011 war Mölleken in Produktionen zu sehen wie in Judengasse, in Rommel als dessen Sohn, in Zersplitterte Nacht sowie in Eine gute Geschichte unter der Kameraführung von Christopher Doyle. Nach seinem Abitur am Städtischen Gymnasium Haan im Jahr 2012 verkörperte er im selben Jahr im Kurzfilm Kilian den Amokläufer Kilian genannt „Pulli“. In der zweiten Staffel der RTL-Serie Der Lehrer war Mölleken in der Rolle des Schülers Moritz Schenker zu sehen. 2014 spielte Patrick Mölleken in der Sitcom Die Kuhflüsterin die Rolle von Thommy, dem rebellischen Sohn der Tierheilpraktikerin Belinda Mommsen. 2016 verkörperte er in dem historischen Film König Laurin den Antagonisten Wittich. Im Tatort: Hundstage von Stephan Wagner spielte Patrick Mölleken die Rolle von Jonas Stiehler. 2016 besetzte Wolfgang Rademann Mölleken in seiner letzten Produktion Das Traumschiff: Kuba.
Seit 2017 ist Mölleken in der ZDF-Reihe Frühling in der Rolle des Peet Hagen zu sehen, der in Frühling – Schritt ins Licht durch einen Badeunfall eine Querschnittlähmung erleidet. Mit dem im Sommer 2018 von Eko Fresh veröffentlichten Musikvideo Aber setzte Mölleken an der Seite von Yunus Cumartpay ein Zeichen gegen Rassismus.
2019 startete der Film Das letzte Mahl, in dem Mölleken die Rolle des jüdischen Nationalsozialisten Michael Glickstein spielt. Anlässlich des Internationalen Tag des Gedenkens an die Opfer des Holocaust am 27. Januar 2021 spielte er eine Rolle in nachgestellten Szenen bei „Jeder Vierte“, einem interaktiven Projekt gegen Antisemitismus der Axel Springer SE.
2022 wurde Mölleken vom Börsenverein des Deutschen Buchhandels als Jurymitglied für das Bundesfinale des 63. Vorlesewettbewerbs berufen.
Im US-amerikanischen Historiendrama Bonhoeffer von Todd Komarnicki übernahm Patrick Mölleken an der Seite von Jonas Dassler und Moritz Bleibtreu die Rolle von Walter Bonhoeffer – dem Bruder des evangelischen Theologen und NS-Widerstandskämpfers Dietrich Bonhoeffer. Nach der Weltpremiere am 14. November 2024 in New York City startete der Film am 22. November 2024 in den USA und Kanada. Im Frühjahr 2025 folgte der Kinostart in Europa, Asien und Australien.

## Filmografie

### Schauspieler
- 2005, 2016: Alarm für Cobra 11 – Die Autobahnpolizei (Fernsehserie, 2 Folgen)
- 2005: Carwash – Der Kadett (Serienpilot)
- 2005: Robin Pilcher: Jenseits des Ozeans (Fernsehreihe)
- 2007: Evelyn (Kurzfilm)
- 2007: Das Traumschiff – San Francisco (Fernsehreihe)
- 2007/2008: Alles was zählt
- 2008: Familie Sonnenfeld – Angst um Tiffy (Fernsehreihe)
- 2008: Maddin in Love (Fernsehserie, 2 Folgen)
- 2008: Pfarrer Braun – Heiliger Birnbaum (Fernsehreihe)
- 2008: Ihr könnt euch niemals sicher sein
- 2008: Marie Brand und die tödliche Gier (Fernsehreihe)
- 2008: Die Stählerne Zeit (Doku-Mehrteiler)
- 2009: Die Alpenklinik – Riskante Entscheidung (Fernsehreihe)
- 2010: Der Bergdoktor – Durch eisige Höhen (Fernsehserie, Staffel 3, Folge 1)
- 2010: Rennschwein Rudi Rüssel (Fernsehserie, 3 Folgen)
- 2010, 2018: In aller Freundschaft – (Fernsehserie, 2 Folgen)
- 2010, 2013: Alle Jahre wieder (Miniserie, durchgehende Rolle)
- 2010: Quirk of Fate – Eine Laune des Schicksals (Spielfilm)
- 2011: Mord in bester Familie
- 2011: Aktenzeichen XY … ungelöst: 10 Krallen (Fernsehreihe)
- 2011: Schmidt & Schmitt – Wir ermitteln in jedem Fall – Crash ins Koma (Fernsehserie, Folge 5)
- 2011: Isenhart – Die Jagd nach dem Seelenfänger
- 2011: Grimmsberg (Mini-Serie, durchgehende HR)
- 2011: Tom’s Video (Kinofilm)
- 2011: Extinction – The G.M.O. Chronicles (Kinofilm)
- 2012: Die Rosenheim-Cops – Tod im Swimmingpool (Fernsehserie, Staffel 11, Folge 27)
- 2012: Zivilcourage (Kurzfilm)
- 2012: Judengasse (Kurzfilm)
- 2012: Heiter bis tödlich: Fuchs und Gans – Sternschnuppen (Fernsehserie, Folge 7)
- 2012: Rommel
- 2012: Knallerfrauen – Mitfahren macht Gelegenheit (Sketchserie)
- 2012, 2015: SOKO Stuttgart (Fernsehserie, 2 Folgen)
- 2013: SOKO Wismar – Unterm Hammer (Fernsehserie, Staffel 11, Folge 6)
- 2013: Kilian. (Kurzfilm)
- 2013: WIR (Kinofilm als Kompilation der Kurzfilme Judengasse, Kilian und Blackout)
- 2013: Zersplitterte Nacht: 9. November 1938, als die Nacht am kältesten war … (Dokudrama)
- 2013: Eine gute Geschichte (Kurzfilm)
- 2013: Sturm der Liebe (Telenovela, 5 Folgen)
- 2013–2014: Der Lehrer (Fernsehserie, 3 Folgen)
- 2014: 16 über Nacht!
- 2014: Allein unter Irren (Kurzfilm)
- 2014: Lebe lieber italienisch!
- 2014: Keep Your Head Up (Musikvideo)
- 2014: Danni Lowinski – Sie ist wieder da (Fernsehserie, Staffel 5, Folge 9)
- 2014: Totes Land (Kurzfilm)
- 2014: Rosamunde Pilcher – Vertrauen ist gut, verlieben ist besser
- 2014: Weihnachten für Einsteiger
- 2014: Heiter bis tödlich: Morden im Norden – Zivilcourage (Fernsehserie, Staffel 3, Folge 12)
- 2015: Heldt – Immer Ärger mit Harry (Fernsehserie, Staffel 3, Folge 4)
- 2015, 2023: SOKO Köln – Partitur eines Todes, Schuld und Sühne (Fernsehserie, Staffeln 11, 22 Folgen 20, 11)
- 2015: In aller Freundschaft – Die jungen Ärzte – Lebensglück (Fernsehserie, Staffel 1, Folge 7)
- 2015: Gespensterjäger – Auf eisiger Spur (Kinofilm)
- 2015: Die Kuhflüsterin (Fernsehserie, 7 Folgen)
- 2016: Tatort: Hundstage (Fernsehreihe)
- 2016: König Laurin (Kinofilm)
- 2017: Das Traumschiff: Kuba
- 2017: Frühling – Schritt ins Licht (Fernsehreihe)
- 2017: Der Staatsanwalt – Liebe und Wut (Fernsehserie, Staffel 12, Folge 5)
- 2017: Frühling – Zu früh geträumt
- 2017: WaPo Bodensee – Genug ist genug (Fernsehserie, Staffel 1, Folge 6)
- 2017: Frühling – Nichts gegen Papa
- 2017: Eltern allein zu Haus – Die Schröders (Fernsehreihe)
- 2017: Der Alte – Geteiltes Leid (Fernsehserie, Folge 411)
- 2017: Ein Kind wird gesucht
- 2017: Mein rechter, rechter Platz ist frei … (Spielfilm)
- 2017: Das letzte Mahl
- 2018: Dahoam is Dahoam (Fernsehserie, Staffel 13, Folge 2044–2045)
- 2018: Notruf Hafenkante – Der doppelte Viktor (Fernsehserie, Staffel 12, Folge 16)
- 2018: Einstein – Expansion (Fernsehserie, Staffel 2, Folge 3)
- 2018: Frühling – Mehr als Freunde
- 2018: Lifelines (Fernsehserie, 2 Folgen)
- 2018: Rentnercops – Auf die Plätze (Fernsehserie, Staffel 3, Folge 3)
- 2018: SOKO München – Tod im Schweinestall (Fernsehserie, Staffel 44, Folge 1)
- 2018: Die Bergretter – Entführt (Fernsehreihe, Staffel 10, Folge 7)
- 2019: Nord bei Nordwest – Gold! (Fernsehreihe)
- 2019: Hubert ohne Staller – Eine smarte Dame (Fernsehserie, Staffel 8, Folge 12)
- 2019: Und tot bist Du! – Ein Schwarzwaldkrimi (zweiteiliger Fernsehfilm)
- 2019: Rosamunde Pilcher: Schwiegertöchter
- 2020: Kranke Geschäfte
- 2020: Matze, Kebab und Sauerkraut
- 2020: Falk – Kampf gegen Windmühlen (Fernsehserie, Staffel 2, Folge 5)
- 2021: Der Lehrer – Vergessen Sie Ihre Hände nicht (Fernsehserie, Staffel 9, Folge 2)
- 2021: Jeder Vierte – War doch nur Spaß
- 2021: Väter allein zu Haus – Timo
- 2021: Der Staatsanwalt – Spiel mit dem Feuer (Staffel 16, Folge 7)
- 2021: Sex Zimmer Küche Bad (SZKB) (Amazon Prime Video Original Serie, Staffel 1, 8 Folgen)
- 2023: Bettys Diagnose – Feurig (Staffel 9, Folge 20)
- 2023: Endlich frei!
- 2023: Das Traumschiff – Walvis Bay
- 2024: Traumnovelle (Kinofilm)
- 2024: Bonhoeffer: Pastor. Spy. Assassin.

### Produzent
- 2016: Die Mauer (Kurzfilm, mit Adi Wojaczek)
- 2017: Luca (Kurzfilm)
- 2018: Es wird besser (Kurzfilm, mit Adi Wojaczek)
- 2018: Eko Fresh – Aber (Musikvideo)
- 2019: Malou (Kurzfilm)
- 2021: Eko Fresh ft. Toni der Assi – Kako Si Brate (Musikvideo)
- 2021: Sarah Bora – Kämpferin (Musikvideo)

## Audiografie

### Synchronarbeiten
- 2006: Fragile
- 2007: Kleiner Dodo
- 2007: Dragon Tiger Gate
- 2007: Rubljowka – Straße zur Glückseligkeit
- 2007: Spurlos – Alles muss versteckt sein
- 2009: Bleach
- 2009: Nadavs kleines Stück Frieden in Jerusalem
- 2010: Time to Kill (Nicolas Cage)
- 2010: Kambakkht Ishq – Drum prüfe wer sich ewig bindet
- 2010: Summer Wars
- 2010: Themba – Das Spiel seines Lebens
- 2010: Die Rückkehr der Wollmäuse
- 2010: Bleach – Memories of Nobody
- 2010: Home for Christmas
- 2012: Inside the Darkness – Ruhe in Frieden
- 2012: Blue Exorcist
- 2013: Fest im Sattel – Eine Cowboy-Kirche in Kalifornien
- 2013: Pororo: The Racing Adventure
- 2014: I Declare War
- 2014: Starke Mädchen weinen nicht (Cool Kids Don’t Cry)
- 2014: Blue Exorcist: The Movie
- 2014: Samurai Flamenco
- 2014: Der Koch
- 2015: Emma, einfach magisch! (Staffel 2)
- 2015: Die Blumen des Bösen – Aku no Hana
- 2015: Der Spieler mit der Nummer 5
- 2015: Photo Kano
- 2016: Food Wars! Shokugeki no Soma
- seit 2016 My Hero Academia
- 2019 My Hero Academia: Heroes Rising

### Hörbücher und Hörspiele
- 2007: Angelika Bartram: Die Abenteuermaschine. (WDR).
- 2008: Silke Lambeck: Herr Röslein. Der Audio Verlag, Berlin 2008, ISBN 978-3-89813-715-7.
- 2008: Germano Almeida: Brudermord. (WDR).
- 2008: Ulli Potofski u. a.: Locke greift an. Random House Audio, Köln 2008, ISBN 978-3-86604-813-3.
- 2008: Das Fazzoletti-Chaos. (WDR).
- 2008: Die Jagd nach dem Schwarzen Gold. (WDR).
- 2008: Joachim Hecker: Das Haus der kleinen Forscher. Der Audio Verlag, Berlin 2008, ISBN 978-3-89813-721-8.
- 2008: FC Schalke 04: Knappenkids 2 – Mannschaft in Gefahr.
- 2009: Silke Lambeck: Herr Röslein kommt zurück. Der Audio Verlag, Berlin 2009, ISBN 978-3-89813-862-8.
- 2009: Sally Nicholls: Wie man unsterblich wird – Jede Minute zählt. Igel Records, 2009, ISBN 978-3-89353-260-5.
- 2009: Ken Follett: Die Tore der Welt. Lübbe, Bergisch Gladbach 2009, ISBN 978-3-7857-3785-9.
- 2009: Georg Wieghaus: Die Nacht von San Juan. (WDR).
- 2009: Rudolf Herfurtner: Verschwunden im Werwolfwald. (WDR).
- 2009: Alemannia Aachen: Die Aleminis und die verschwundene Stadionuhr.
- 2010: Die große Fußball-Box: 8-9-10 – Der Fußballgeheimbund rettet die Nationalelf. Random House Audio, Köln 2010, ISBN 978-3-8371-0347-2.
- ab 2010: Team Undercover. Contendo Media, Krefeld.

Folge 5: Der geraubte Stern. (2010), Folge 6: Der unheimliche Clown. (2013), Folge 7: Doppeltes Spiel. (2013), Folge 8: Jagd in die Vergangenheit. (2013), Folge 9: Tödliche Bedrohung. (2013), Folge 10: Angst um Odysseus. (2013), Folge 11: Gefahr aus dem Weltall. (2014), Folge 12: Geisterspuk im Landschulheim. (2014), Folge 13: Im flammenden Inferno. (2014), Folge 14: Unter Haien. (2015), Folge 15: Im Fadenkreuz. (2015), Folge 16: Ein Team für alle Fälle. (2016), Folge 17: Die Spur des Bären. (2016), Folge 18: Der Schatz von Heaven’s Bridge. (2016), Folge 19: Die Rache des Geisterpiraten. (2017).
- 2010: Isabel Allende: Das Geisterhaus. Der Hörverlag, München 2010, ISBN 978-3-86717-563-0.
- 2010: Nelson und Mandela – Das Länderspiel. (WDR).
- 2011: Karl Olsberg: Rafael 2.0. Lübbe Audio, Köln 2011, ISBN 978-3-7857-4482-6.
- 2011: Tom Angleberger: Yoda ich bin! Alles ich weiß! Lübbe Audio, Köln 2011, ISBN 978-3-8339-5232-6.
- 2011: Friedrich Ani: Wer tötet, handelt. (WDR).
- 2011: Tessa Gratton: Blood Magic – Weiß wie Mondlicht, rot wie Blut. Random House Audio, Köln 2011, ISBN 978-3-8371-0930-6.
- 2011: Sabine Zett: Hugos geniale Welt. Jumbo, Hamburg 2011, ISBN 978-3-8337-2847-1.
- 2011: Tom Angleberger: Darth Paper schlägt zurück. Lübbe Audio, Köln 2011, ISBN 978-3-7857-4553-3.
- 2012: Sabine Zett: Hugos Masterplan. Jumbo, Hamburg 2012, ISBN 978-3-8337-2867-9.
- 2012: Pollution Police. Folge 3: Der rote Panda. Pollution Police Media, Goch 2012, ISBN 978-3-86212-050-5
- 2012: Sabine Zett: Hugo hebt ab! Jumbo, Hamburg 2012, ISBN 978-3-8337-2866-2.
- 2012: Anne Lepper: Hund wohin gehen wir. (WDR)
- 2012: Julianna Baggott: Memento – Die Überlebenden. Lübbe Audio, Köln, 2012, ISBN 978-3-7857-4628-8.
- 2012: Bram Stoker: Dracula. Jumbo, Hamburg 2012, ISBN 978-3-8337-2899-0.
- 2012: Sabine Zett: Very important Hugo. Jumbo, Hamburg 2012, ISBN 978-3-8337-2969-0.
- 2012: Thorsten Nesch: School Shooter. (WDR).
- 2012: Rommel. Universum Film, München 2012.
- 2012: Sigurd, der ritterliche Held. Folge 2: Im Tal der Nebel. Romantruhe, 2012.
- 2012: Tom Angleberger: Star Wars Wookiee – Zwischen Himmel und Hölle: Chewbacca. Lübbe Audio, Köln 2012, ISBN 978-3-7857-4694-3.
- 2012: Dark Mysteries. Folge 5: Narbenherz. WinterZeit, Remscheid 2012, ISBN 978-3-943732-09-2.
- 2013: The Return of Captain Future. Folge 5: Mond der Unvergessenen. Highscore Music, München 2013, ISBN 978-3-943166-18-7.
- 2013: Mord in Serie. Folge 7: Das Netzwerk. Contendo Media, Krefeld 2013.
- 2013: Heiko Wolz: Allein unter Superhelden. Der Audio Verlag, Berlin 2013, ISBN 978-3-86231-243-6.
- 2013: Ulli Potofski: Lockes Matchplan – Fußballprofi. BVK, Kempen 2013.
- 2013: Sabine Zett: Hugo chillt. Jumbo, Hamburg 2013, ISBN 978-3-8337-3080-1.
- 2013: Die schöne Magelone. Romanzen op. 33. Kohfeldt, Edewecht 2013, ISBN 978-3-86352-031-1.
- 2013: Ödön von Horváth: Jugend ohne Gott. (WDR)
- 2013: Mord in Serie. Folge 09: Fair Play – Tödliches Rennen – Geheimnisvolle Fracht. Contendo Media, Krefeld 2013.
- 2013: Heroin. (WDR).
- 2013: Heiko Wolz: Die Rache der Superhelden. Der Audio Verlag, Berlin 2013, ISBN 978-3-86231-291-7.
- 2013: Sherlock Holmes Chronicles: Folge 02: Die Zeitmaschine. WinterZeit, Remscheid 2013, ISBN 978-3-943732-23-8.
- 2013: MindNapping. Folge 14: Blutstern. High Score Music (Delta Music), 2013, ISBN 978-3-943166-26-2.
- 2013: Mord in Serie. Folge 10: Atemlos. Contendo Media, Krefeld 2013,
- 2013: Sabine Zett: Cool bleiben, Hugo! Jumbo, Hamburg 2013, ISBN 978-3-8337-3157-0.
- 2014: Sherlock Holmes Academy: Folge 01: Karos, Chaos und knifflige Fälle. WinterZeit, Remscheid 2014, ISBN 978-3-943732-35-1.
- 2014: Sherlock Holmes Chronicles: Folge 07: Die Büste der Primavera. WinterZeit, Remscheid 2014, ISBN 978-3-943732-43-6.
- 2014: Robert Muchamore: Top Secret – Die Rivalen: Die neue Generation 3. Der Hörverlag, München 2014, ISBN 978-3-8445-1441-4.
- 2014: Dagmar H. Mueller: Die Chaosschwestern voll im Einsatz! Band 4. Der Hörverlag, München 2014, ISBN 978-3-8445-1365-3.
- 2014: Klaus Barbie – Begegnung mit dem Bösen. (WDR).
- 2014: Sherlock Holmes Phantastik: Folge 02: Das Geheimnis des Illusionisten. WinterZeit, Remscheid 2014, ISBN 978-3-943732-49-8.
- 2014: Pierdomenico Baccalario: Der Zauberladen von Applecross: Das geheime Erbe. Band 1. Random House Audio, München 2014, ISBN 978-3-8371-2843-7.
- 2014: Michela Murgia: Accabadora. (WDR).
- 2014: Robert Muchamore: Rock War – Unter Strom. Band 1. Der Hörverlag, München 2014, ISBN 978-3-8445-1582-4.
- 2014: Sherlock Holmes Academy: Folge 02: Geheimcode Katzenpfote. WinterZeit, Remscheid 2014, ISBN 978-3-943732-36-8.
- 2014: Sherlock Holmes Chronicles: Folge 12: Die drei Beldonis. WinterZeit, Remscheid 2014, ISBN 978-3-943732-57-3.
- 2015: Joseph Delaney: Seventh Son – Der Schüler des Geisterjägers. cbj audio, München 2015, ISBN 978-3-8371-3055-3.
- 2015: Robert Wilson: Stirb für mich. (WDR)
- 2015: Potz Blitz – Die Zauberakademie. Folge 1: Ein zauberhafter Anfang. Contendo Media, Krefeld 2015, ISBN 978-3-945757-03-1.
- 2015: Potz Blitz – Die Zauberakademie. Folge 2: Die verhexte Mitternachtsparty. Contendo Media, Krefeld 2015, ISBN 978-3-945757-04-8.
- 2015: Hans Pleschinski: Königsallee. Der Audio Verlag, Berlin 2015, ISBN 978-3-86231-527-7.
- 2015: Potz Blitz – Die Zauberakademie. Folge 3: Der magische Wirbelsturm. Contendo Media, Krefeld 2015, ISBN 978-3-945757-07-9.
- 2015: Sherlock Holmes Chronicles: Folge 22: Der Fall der May Fair Lady. WinterZeit, Remscheid 2015, ISBN 978-3-943732-84-9.
- 2015: Cornelia Funke: Tintentod. Oetinger Media, Hamburg 2015, ISBN 978-3-8373-0867-9.
- 2015: Die drei ??? Kids: Folge 47: Falsche Fußballfreunde. Europa (Sony Music), München 2015.
- 2015: Jennifer Niven: All die verdammt perfekten Tage. Random House Audio, München 2015, ISBN 978-3-8371-3144-4.
- 2016: Die drei ??? Kids: Folge 48: Tanz der Skelette. Europa (Sony Music), München 2016.
- 2016: Die Sneakers und das Torgeheimnis. Band 1. Random House Audio, München 2016, ISBN 978-3-8371-3505-3.
- 2016: Die Sneakers und der Supersprinter. Band 2. Random House Audio, München 2016, ISBN 978-3-8371-3507-7.
- 2016: Joe Hill, Gabriel Rodriguez: Locke & Key. Die komplette Serie. Audible Studios, Berlin 2016.
- 2016: Die drei ???: Und der Zeitgeist. Europa (Sony Music), München 2016.
- 2016: John Boyne: Die unglaublichen Abenteuer des Barnaby Brocket. (WDR).
- 2016: Pollution Police. Folge 11: Die Zirkus-Falle. Pollution Police Media, Goch 2016, ISBN 978-3-8621-2089-5.
- 2016: Joseph Conrad: Der Geheimagent. (WDR).
- 2016: Potz Blitz – Die Zauberakademie. Folge 5: Der Stab der Macht. Contendo Media, Krefeld 2016, ISBN 978-3-945757-17-8.
- 2016: Mord in Serie. Folge 24: Labyrinth. Contendo Media, Krefeld 2016.
- 2016: Lars Niedereichholz: Mofaheld. Audible Studios, Berlin 2016.
- 2016: Bochum-Detektive: Fall 1 – Schwarzes Gold. Pit & Land, Lüdinghausen 2016.
- 2016: Miss Melody. Folge 1: Verrückt vor Glück. Spotting Image, Köln 2016.
- 2016: Veit König: Surehand. Nach Motiven von Karl May. (WDR).
- 2017: Davide Morosinotto: Die Mississippi-Bande. Wie wir mit drei Dollar reich wurden. Random House Audio, München 2017, ISBN 978-3-8371-3824-5.
- 2017: Eugen Egner: Aldartenrahl. (WDR).
- 2017: Stuart Kummer: Pornflakes. (WDR).
- 2017: Insel-Krimi. Folge 02: Borkum sehen und sterben. Contendo Media, Krefeld 2017, ISBN 978-3-945757-52-9.
- 2017: Hannah Siebern: Barfuß auf Wolken. Audible Studios, Berlin 2017.
- 2017: Barfuß am Klavier – Die Story von AnnenMayKantereit. (WDR).
- 2017: Dorian Hunter: Folge 35.2 Niemandsland – Ausgeliefert. Zaubermond-Audio, Hamburg 2017.
- 2017: Enid Blyton: Fünf Freunde: Folge 123: Fünf Freunde und der Zug im Dunkeln. Europa (Sony Music), München 2017.
- 2017: John Sinclair: Sonderedition 07 Brandmal. Lübbe Audio, Köln 2017, ISBN 978-3-7857-5500-6.
- 2017: John Sinclair: Sonderedition 10 Das andere Ufer der Nacht. Lübbe Audio, Köln 2017, ISBN 978-3-7857-4877-0.
- 2017: Geisterjäger John Sinclair Classics: Folge 32: Das Todeskabinett. Lübbe Audio, Köln 2017, ISBN 978-3-7857-5424-5.
- 2017: William Faulkner: Licht im August. (SWR).
- 2018: Die drei ???: Folge 191: Verbrechen im Nichts. Europa (Sony Music), München 2018.
- 2018: Potz Blitz – Die Zauberakademie. Folge 7: Geheimstufe Null-Null-Hex. Contendo Media, Krefeld 2018, ISBN 978-3-945757-88-8.
- 2018: Geisterjäger John Sinclair Classics: Folge 33: Irrfahrt ins Jenseits. Lübbe Audio, Köln 2018, ISBN 978-3-7857-5608-9.
- 2018: Luther Blissett: Q. (WDR).
- 2018: Caiman Club. Folge 1: Vel predator. Vel praedam. (WDR).
- 2018: David Zane Mairowitz: Marlov und der Moskauer Bombenzirkus. (WDR).
- 2018: Jussi Adler-Olsen: Erbarmen. Der Audio Verlag, Berlin 2018, ISBN 978-3-7424-0732-0.
- 2018: Cyberdetective. Folge 01: Prototyp. Holysoft GmbH, Aschaffenburg 2018, ISBN 978-3-939174-88-2.
- 2019: Jussi Adler-Olsen: Schändung. Der Audio Verlag, Berlin 2019, ISBN 978-3-7424-0733-7.
- 2019: Geisterjäger John Sinclair Classics: Folge 35: Der Voodoo Mörder. Lübbe Audio, Köln 2019, ISBN 978-3-7857-5610-2.
- 2019: William Faulkner: Als ich im Sterben lag. (SWR).
- 2019: Robert Woelfl: Überfluss Wüste. (WDR).
- 2019: Sebastian Fitzek und Vincent Kliesch: Auris. Audible Studios, Berlin 2019.
- 2019: Friedrich Schiller: Maria Stuart. Sony Music, München 2019.
- 2019: William Shakespeare: Hamlet. Sony Music, München 2019.
- 2019: William Shakespeare: Romeo und Julia. Sony Music, München 2019.
- 2019: Emily R. King: Das Feuer erwacht – Die letzte Königin. Teil 2. LYX Audio, Köln 2019, ISBN 978-3-96635-039-6.
- 2019: Kim Nina Ocker: Everything I didn't say. LYX Audio, Köln 2019, ISBN 978-3-96635-015-0.
- 2019: Carola M. Lowitz, Susanna Mewe: Jordsand. Audible Studios, Berlin 2019.
- 2020: Miss Melody. Folge 2: Summerset in Gefahr. Spotting Image, Köln 2020.
- 2020: Miss Melody. Folge 3: Das Glück ist zurück. Spotting Image, Köln 2020.
- 2020: Arthur Machen: Gruselkabinett: Folge 158: Das innerste Licht. Lübbe Audio, Köln 2020, ISBN 978-3-7857-8158-6.
- 2020: Midnight Tales – Angst um Mitternacht. Folge 08: Mehr Sein als Schein. Contendo Media, Krefeld 2020, ISBN 978-3-96762-100-6.
- 2020: Midnight Tales – Angst um Mitternacht. Folge 14: Poe-Ethische Gerechtigkeit. Contendo Media, Krefeld 2020, ISBN 978-3-96762-107-5.
- 2020: Holy Klassiker: Folge 47: Aladin und die Wunderlampe. Holysoft GmbH, Aschaffenburg 2020, ISBN 978-3-939174-58-5.
- 2021: Sophie Scholl: Der Widerstand der weißen Rose. Headroom Sound Production, Köln 2021, ISBN 978-3-96346-041-8.
- 2021: Margaret Mitchell und Amina Eisner: Vom Winde verweht – Die Prissy Edition. (WDR).
- 2021: Insel-Krimi. Folge 16: Todesstunt auf Usedom. Contendo Media, Krefeld 2021, ISBN 978-3-96762-014-6.
- 2021: Olga Grjasnowa: Gott ist nicht schüchtern. (WDR).
- 2021: Hannah Siebern: Tausend Farben der Liebe. Audible Studios, Berlin 2021.
- 2021: Küsten-Krimi. Folge 07: Mühlenmord Teil 2. Contendo Media, Krefeld 2021, ISBN 978-3-96762-060-3.
- 2021: Christoph Kolumbus: Ein Seefahrer rettet die Welt. Headroom Sound Production, Köln 2021, ISBN 978-3-96346-018-0.
- 2021: Midnight Tales – Angst um Mitternacht. Folge 47: Killer Book. Contendo Media, Krefeld 2021, ISBN 978-3-96762-165-5.
- 2021: Die drei Senioren. Folge 07: Der feuerspeiende Drache. Contendo Media, Krefeld 2021, ISBN 978-3-96762-141-9.
- 2021: Midnight Tales – Angst um Mitternacht. Folge 49: Der Fluch der Apokryphen. Contendo Media, Krefeld 2021, ISBN 978-3-96762-169-3.
- 2021: Midnight Tales – Angst um Mitternacht. Folge 50: Das Grauen von Dunwich 1. Contendo Media, Krefeld 2021, ISBN 978-3-96762-171-6.
- 2021: Midnight Tales – Angst um Mitternacht. Folge 51: Das Grauen von Dunwich 2. Contendo Media, Krefeld 2021, ISBN 978-3-96762-173-0.
- 2021: Midnight Tales – Angst um Mitternacht. Folge 52: Das Grauen von Dunwich 3. Contendo Media, Krefeld 2021, ISBN 978-3-96762-175-4.
- 2021: Midnight Tales – Angst um Mitternacht. Folge 53: Das Grauen von Dunwich 4. Contendo Media, Krefeld 2021, ISBN 978-3-96762-177-8.
- 2021: Cliffhanger Tales – Your Day. Folge 1.3: Contendo Media, Krefeld 2021, ISBN 978-3-96762-199-0.
- 2021: Cliffhanger Tales – Your Day. Folge 1.7: Contendo Media, Krefeld 2021, ISBN 978-3-96762-207-2.
- 2022: Cliffhanger Tales – Your Day. Folge 1.8: Contendo Media, Krefeld 2022, ISBN 978-3-96762-209-6.
- 2022: Cliffhanger Tales – Your Day. Folge 1.10: Contendo Media, Krefeld 2022, ISBN 978-3-96762-213-3.
- 2022: Kim Nina Ocker Die Hüter der fünf Jahreszeiten. Folge 02: The Truth in Your Touch. Lübbe Audio, Köln 2022, ISBN 978-3-473-58608-0.
- 2022: Holy Klassiker: Folge 62: Pinocchio. Holysoft GmbH, Aschaffenburg 2022, ISBN 978-3-939174-59-2.
- 2022: Sherlock Holmes Legends: Folge 06: Nora Craina. Holysoft GmbH, Aschaffenburg 2022, ISBN 978-3-96447-462-9.
- 2022: Laurie Jixon: Love between the Lines. Storytel Deutschland 2022, ISBN 978-91-521-6421-1.
- 2022: Holy Klassiker: Folge 64: Oliver Twist. Holysoft GmbH, Aschaffenburg 2022, ISBN 978-3-96447-201-4
- 2022: Insel-Krimi. Folge 23: Das Dünengrab von Amrum. Contendo Media, Krefeld 2022, ISBN 978-3-96762-311-6.
- 2023: Insel-Krimi. Folge 25: Todesschrei auf Ruden. Contendo Media, Krefeld 2023, ISBN 978-3-96762-316-1.
- 2023: Laurie Jixon: Love in Every Word. Storytel Deutschland 2023, ISBN 978-91-8036-773-8.
- 2023: Eleonore Holmgren: Vielleicht der schönste Sommer. Der Audio Verlag GmbH, Berlin 2023, ISBN 978-3-7424-2706-9.
- 2024: Julia Hingst/Anna-Luisa Espinosa/Axel Berking: Hinter dem Hashtag. MySpassAudio 2024
- 2024: Julia Hingst/Anna-Luisa Espinosa/Axel Berking: The Extra Mile. MySpassAudio 2024
- 2024: Mareike Allnoch: Lake-Louise-Reihe: Band 2: Where the Fireflies Dance. Fine Voices, Köln 2024.
- 2024: Sebastian Fitzek und Vincent Kliesch: Auris 5: Tödlicher Schall. Audible Originals 2024.
- 2024: Murder Tales. Folge 05: Der letzte Akt. Contendo Media, Krefeld 2024, ISBN 978-3-9676-2464-9.
- 2024: Emma Bellmore: The Crimson Club. Staffel 1: Die Sehnsucht in mir. Penguin Random House Verlagsgruppe GmbH, München 2024, ISBN 978-3-8445-5261-4.
- 2024: Insel-Krimi. Folge 35: Poeler Heuler und Halunken. Contendo Media, Krefeld 2024.
- 2024: Becca Freeman: Der Christmas Club. Penguin Random House Verlagsgruppe GmbH, München 2024, ISBN 978-3-8445-5205-8

### Videospiele
- 2011: Harry Potter und die Heiligtümer des Todes: Teil 2 als Seamus Finnigan.
- 2012: Dark Parables 3: Der Schmerz der Schneekönigin.
- 2013: Fabled Legends: Die Rückkehr des Rattenfängers.
- 2013: The Keepers: Das Geheimnis des Wächterordens.
- 2013: Edgar Allan Poe: Dark Tales: Der Goldene Käfer.
- 2014: Aion 4.5 – Steel Cavalry
- 2014: Invizimals: Der Widerstand
- 2014: Call of Duty: Advanced Warfare
- 2015: Call of Duty: Advanced Warfare – Havoc DLC
- 2015: Battlefield Hardline
- 2015: Call of Duty: Advanced Warfare – Ascendance DLC
- 2015: Call of Duty: Advanced Warfare – Supremacy DLC
- 2015: Call of Duty: Advanced Warfare – Reckoning DLC
- 2015: Until Dawn
- 2015: Star Wars Battlefront
- 2015: Tom Clancy’s Rainbow Six Siege
- 2016: ReCore
- 2016: Aion 5.1 – Der Weise des Turms
- 2016: Battlefield 1
- 2016: Titanfall 2
- 2016: Call of Duty: Infinite Warfare
- 2016: Watch Dogs 2
- 2017: Horizon Zero Dawn
- 2017: Tom Clancy’s Ghost Recon Wildlands
- 2017: Aion 5.3 – Dragon Lord’s Resurrection
- 2017: Battlefield 1 – They Shall Not Pass DLC
- 2017: Aion 5.4
- 2017: Master X Master
- 2017: Battlefield 1 – In The Name Of The Tsar DLC
- 2017: Star Wars: Battlefront II
- 2017: Ostwind – Das Spiel
- 2017: SpellForce 3
- 2018: Detroit: Become Human
- 2018: Starlink: Battle for Atlas
- 2018: Gwent: The Witcher Card Game
- 2018: Déraciné
- 2018: Battlefield V
- 2019: Metro Exodus
- 2019: Days Gone
- 2020: Marvel’s Spider-Man: Miles Morales
- 2020: The Last of Us Part II
- 2021: Battlefield 2042

## Auszeichnungen
- 2010: Deutscher Hörbuchpreis in der Kategorie „Bestes Kinderhörbuch“ für Wie man unsterblich wird für Angeli Backhausen (Regie), Kai Hogenacker (Sprecher) und Patrick Mölleken (Sprecher)[3]